# Lepetodrilus shannonae
Lepetodrilus shannonae is een slakkensoort uit de familie van de Lepetodrilidae. De wetenschappelijke naam van de soort is voor het eerst geldig gepubliceerd in 2009 door Warén & Bouchet.